# Liste der denkmalgeschützten Objekte in Jois
Die Liste der denkmalgeschützten Objekte in Jois enthält die 11 denkmalgeschützten, unbeweglichen Objekte der Gemeinde Jois im Burgenland (Bezirk Neusiedl am See).

## Denkmäler
| Foto |                 | Denkmal                                                                                | Standort                                   | Beschreibung | Metadaten |
| ---- | --------------- | -------------------------------------------------------------------------------------- | ------------------------------------------ | --- | --- |
| ja   | Datei hochladen | Figurenbildstock, Russenkreuz HERIS-ID: 9947 Objekt-ID: 5998                           | Eisenstädterstraße Standort KG: Jois       | Eine Marienstatue auf einem Vierkantpfeiler; datiert mit 1747. | BDA-Hist.: Q38053077 Status: § 2a Stand der BDA-Liste: 2025-06-30 Name: Figurenbildstock, Russenkreuz GstNr.: 3082                                                           |
| ja   | Datei hochladen | Mariensäule, Immaculatasäule HERIS-ID: 9942 Objekt-ID: 5993                            | Hauptplatz 18, gegenüber Standort KG: Jois | Eine runde Säule auf einem quadratischen Sockel und eine Immaculata-Steinfigur aus dem Jahr 1877. | BDA-Hist.: Q38052983 Status: § 2a Stand der BDA-Liste: 2025-06-30 Name: Mariensäule, Immaculatasäule GstNr.: 70                                                              |
| ja   | Datei hochladen | Wetschkahof, Edelhof HERIS-ID: 9938 Objekt-ID: 5989                                    | Hauptplatz 7 Standort KG: Jois             | Ursprünglich ein mittelalterlicher Edelhof. | BDA-Hist.: Q38052938 Status: Bescheid Stand der BDA-Liste: 2025-06-30 Name: Wetschkahof, Edelhof GstNr.: 52                                                                  |
| ja   | Datei hochladen | Alte kath. Pfarrkirche hl. Georg mit Friedhof und Mauer HERIS-ID: 9935 Objekt-ID: 5986 | Kirchenweg 5 Standort KG: Jois             | Ein barocker Neubau aus dem zweiten Drittel des 18. Jahrhunderts, nachdem die Vorgängerkirche vermutlich 1683 zerstört wurde. Der bemerkenswerte barocke Hochaltar aus der Mitte des 18. Jahrhunderts wurde 1865 von Sopron hierher übertragen.                                                                                 | BDA-Hist.: Q23660824 Status: Bescheid Stand der BDA-Liste: 2025-06-30 Name: Alte kath. Pfarrkirche hl. Georg mit Friedhof und Mauer GstNr.: 2119, 2120 Alte Pfarrkirche Jois |
| ja   | Datei hochladen | Lentsch-Kreuz HERIS-ID: 9948 Objekt-ID: 5999                                           | bei Obere Hauptstraße 1 Standort KG: Jois  | Eine mächtige quadratische, gotische Lichtsäule aus dem 15. Jahrhundert und in der Nische eine barocke Immaculata-Statue aus dem 18. Jahrhundert. | BDA-Hist.: Q38053093 Status: § 2a Stand der BDA-Liste: 2025-06-30 Name: Lentsch-Kreuz GstNr.: 149                                                                            |
| ja   | Datei hochladen | Neue kath. Pfarrkirche Herz Jesu HERIS-ID: 9936 Objekt-ID: 5987                        | Untere Hauptstraße 24a Standort KG: Jois   | Die Grundsteinlegung erfolgte 1898 und 1937 wurde sie zu einer Dollfuß-Gedächtniskirche nach Plänen von Karl Holey und Pongratz ausgebaut. Neben der Umgestaltung des Altarraums wurde auch die Eingangsfassade in einer auf drei Elemente reduzierten Weise (Portikus, Rundfenster, eingebundene Glockenträger) neu gestaltet. | BDA-Hist.: Q23689792 Status: Bescheid Stand der BDA-Liste: 2025-06-30 Name: Neue kath. Pfarrkirche Herz Jesu GstNr.: 22 Neue Pfarrkirche Jois                                |
| ja   | Datei hochladen | Wohnhaus, ehemaliges Bauernhaus HERIS-ID: 9940 Objekt-ID: 5991                         | Untere Hauptstraße 28 Standort KG: Jois    | Ein ehemaliges Bauernhaus aus dem Jahr 1743. | BDA-Hist.: Q38052953 Status: Bescheid Stand der BDA-Liste: 2025-06-30 Name: Wohnhaus, ehemaliges Bauernhaus GstNr.: 20                                                       |
| ja   | Datei hochladen | Friedhofskapelle, Fromwaldkapelle HERIS-ID: 9937 Objekt-ID: 5988                       | Kirchenweg 5, bei Standort KG: Jois        | Ein einfacher Rechteckbau mit Portalinschrift aus dem Jahr 1679. Die Inneneinrichtung ist zur Gänze demontiert. | BDA-Hist.: Q38052916 Status: § 2a Stand der BDA-Liste: 2025-06-30 Name: Friedhofskapelle, Fromwaldkapelle GstNr.: 2121                                                       |
| ja   | Datei hochladen | Figurenbildstock, hl. Johannes Nepomuk HERIS-ID: 9944 Objekt-ID: 5995                  | Kirchenweg 5, bei Standort KG: Jois        | Eine Nepomukstatue als Grabstein aus dem Jahr 1875 am neuen Friedhof. | BDA-Hist.: Q38053034 Status: § 2a Stand der BDA-Liste: 2025-06-30 Name: Figurenbildstock, hl. Johannes Nepomuk GstNr.: 2121                                                  |
| ja   | Datei hochladen | Kreuzsäule HERIS-ID: 9946 Objekt-ID: 5997                                              | Obere Gärten 2, westlich Standort KG: Jois | Ein Tabernakelpfeiler mit Relief und obenauf ein Kruzifix mit der trauernden Maria; datiert mit 1736. | BDA-Hist.: Q38053062 Status: § 2a Stand der BDA-Liste: 2025-06-30 Name: Kreuzsäule GstNr.: 1920                                                                              |
| ja   | Datei hochladen | Greiner-/ Zehetnerkreuz HERIS-ID: 9943 Objekt-ID: 5994                                 | Standort KG: Jois                          | Ein Steinpfeiler ohne Aufsatz aus dem Jahr 1624. | BDA-Hist.: Q38052998 Status: Bescheid Stand der BDA-Liste: 2025-06-30 Name: Greiner-/ Zehetnerkreuz GstNr.: 3759/258                                                         |